# 滝駅 (栃木県)
滝駅（たきえき）は、栃木県那須烏山市滝にある、東日本旅客鉄道（JR東日本）烏山線の駅である。
駅名は駅近くにある江川の龍門の滝に由来する。

## 歴史
- 1954年（昭和29年）6月1日：開業[2]。
- 1987年（昭和62年）4月1日：国鉄分割民営化により、JR東日本の駅となる[2]。
- 2009年（平成21年）3月14日：東京近郊区間に編入される[3]。

## 駅構造
単式ホーム1面1線を有する地上駅。宝積寺駅管理の無人駅であり、駅舎はない。

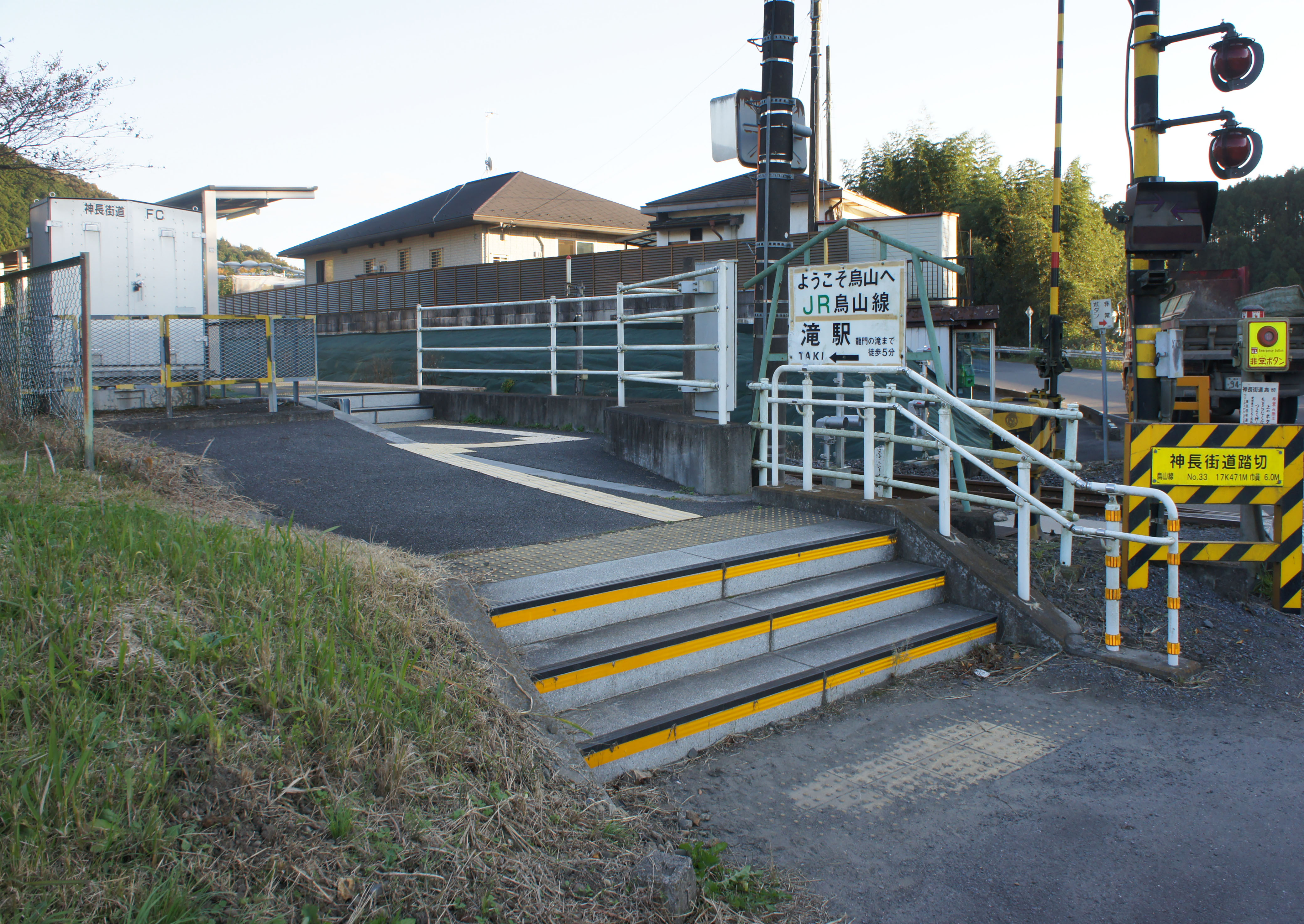
駅出入口（2021年10月）

## 利用状況
「栃木県統計年鑑」によると、2008年度（平成20年度）- 2011年度（平成23年度）の年間乗車人員の推移は以下のとおりであった。
| 乗車人員推移       | 乗車人員推移                | 乗車人員推移 |
| 年度               | 年間乗車人員 （単位：千人） | 出典         |
| ------------------ | --------------------------- | ------------ |
| 2008年（平成20年） | 9                           | [ 4 ]        |
| 2009年（平成21年） | 11                          | [ 5 ]        |
| 2010年（平成22年） | 10                          | [ 6 ]        |
| 2011年（平成23年） | 8                           | [ 7 ]        |

## 駅周辺
- 龍門の滝（徒歩5分・江川にある滝）[1]
- 龍門ふるさと民芸館（龍門の滝の入口にある）
- 太平寺（龍門の滝の入口にある。川口松太郎の小説で有名になった蛇姫の墓がある）
- 栃木県道10号宇都宮那須烏山線まで駅から約1.3km

## 隣の駅
東日本旅客鉄道（JR東日本）
■烏山線
小塙駅 - 滝駅 - 烏山駅